# Delias enniana
Delias enniana is een vlindersoort uit de familie van de Pieridae (witjes), onderfamilie Pierinae.
Delias enniana werd in 1880 beschreven door Oberthür.